# Агапитов, Николай Николаевич
Николай Николаевич Агапитов (1840—1900, г. Иркутск) — археолог, этнограф, натуралист, правитель дел ВСОРГО, наставник, позднее — директор Иркутской учительской семинарии. Член Восточного отдела Русского географического общества. Преподаватель педагогики, а затем директор Иркутской учительской семинарии. В 1887 — коллежский советник.

## Биография
Совершил несколько экспедиций в разные районы Иркутской губернии, собрал для музея многочисленные коллекции предметов этнографии и археологии, готовил гербарии растений и ботанические коллекции. Изучал шаманство северных бурят. Публиковал статьи в «Известиях ВСОРГО». Изучал вопрос о происхождении и распространении чернозема в Сибири и обследовал многие доисторические памятники. В 1881 изучал наскальные рисунки на утесе Саган-Заба на Байкале (расположен в пяти километрах в северо-восточном направлении от мыса Крестовского).
Награждён малой золотой медалью Русского географического общества (совместно с М. Н. Хангаловым), двумя серебряными медалями. В 1879—1885 был редактором Известий ВСОРГО.
В 1888 переведен из Иркутска на должность директора Вроцлавского реального училища.

## Труды
- К вопросу о происхождении чернозема // Известия ВСОРГО. — Иркутск, 1883. — Т. 11. — Вып. 3-4.
- Краткий отчет о поездке в Балаганский и Иркутский округа // Известия ВСОРГО. — Иркутск, 1878. — Т. 9. — Вып. 3-4.
- Материалы для изучения шаманства бурят // Известия ВСОРГО. — Иркутск, 1883. — Т. 14. — Вып. 1-2.
- Опыт программы для изучения верований инородцев Сибири. — Иркутск, 1884.
- Прибайкальские древности // Известия ВСОРГО. — Иркутск, 1882. — Т. 12. — Вып. 4-5.